# 京漆器
京漆器（きょうしっき）とは、京都で生産される漆器のこと。1976年に経済産業大臣より伝統的工芸品の指定を受けている。

## 特徴
- 京漆器は全国の漆器産地の中でも、とりわけ薄い木地を用い、入念な下地を施し、洗練された優美な蒔絵が施された、日常的に使う器というよりも「美術工芸品」としての価値観に基づいてつくられる漆器である。
- 京都は平安遷都以後現在に至るまで、政治・文化と同様に日本の漆工芸の中心地として王朝貴族の祭祀装飾品から茶道具まで特に手間隙をかけた完成度の高い漆器を送り出してきた。顧客である公家や商家と隣接し発達した京漆器は薄く繊細で気品高いデザインをもち、他産地の漆器に比して極端に高価である。
- こうした京漆器の工芸品は大名同士の贈答品にも用いられ全国に伝播したことから、地方漆器の起源や生産工程に影響を与えている。

## 製作
- 京漆器の特徴は薄手の木地に漆と澱粉糊で麻布を貼って補強し、その上に京都市山科区から産出する「山科地之粉」「山科砥之粉」等を漆で練り合わせてペースト状にした「地錆漆」「錆漆」という下地材を何層にもわたって塗り重ね、さらに器の角の部分をより鋭角を際立たせ、丈夫にするために補強する「くくり錆」という工程をはさみ、黒や赤の漆を塗り重ねていくという「本堅地」という漆工芸において最も基本的な製作工程にある。
- 「本堅地」の工程は漆器製作の技術が地方に広まり、地方産地が形成されていくと共に越前漆器、山中塗、輪島塗などの製作工程にも受け継がれていくが、それらの産地では生産量に見合った作業効率が必要になるために下地材に米糊などを混合することが一般的である。米糊の添加は、器物に下地を付ける作業とその硬化管理を容易にすることができ、作業性をあげるメリットがある。しかし樹脂分の漆、地之粉や砥之粉等のフィラーの他に、耐水性に乏しい澱粉を配合することで下地の耐久性は低下する。
- 一方、単価の高い小ロット品の生産を得意とする京漆器では米糊などを添加しないため、下地材全体に対する漆の割合が50重量％程度（wet重量、固形分では60重量％程度）と、樹脂分の高い下地を施すためコストはかかるが堅牢な器ができる。